# Юний Анний Басс
Ю́ний А́нний Басс (лат. Iunius Annius Bassus) — государственный деятель Римской империи середины IV века, консул 331 года.

## Биография
В 318—331 годах Басс занимал должность префекта претория Италии. В 331 году он был назначен консулом вместе с Флавием Аблабием.
Возможно, Юний был христианином. Басс построил базилику на холме Эсквилине (так называемая базилика Юния Басса), в которой сохранилось его изображение. Также он отождествляется с Бассом, который покровительствовал Публилию Оптатиану Порфирию.
Его сын, Юний Басс, впоследствии был префектом города Рима.